# زمین‌لرزه ۱۳۶۹ حاجی‌آباد
زمین‌لرزه ایران  در تاریخ ۶ نوامبر ۱۹۹۰ میلادی، برابر با ‎۱۵ آبان ۱۳۶۹، ساعت ۱۸:۴۵:۵۲ به زمان یوتی‌سی در ایران رخ داد. ژرفای این زلزله ۱۰٫۲ کیلومتر بود، و بزرگی آن ۶٫۶ در مقیاس Mw اعلام شده‌است. زمین‌لرزه به وقت محلی در روز سه‌شنبه، ساعت ۲۱٫۵ روی داده و منطقه زمانی آن یوتی‌سی +۳٫۵ بوده‌است .
سازمان زمین‌شناسی آمریکا نیز رومرکز این زمین‌لرزه را در مختصات ۲۸°۱۵′۰۴″شمالی ۵۵°۲۷′۴۳″شرقی / ۲۸٫۲۵۱°شمالی ۵۵٫۴۶۲°شرقی و ژرفای آنرا در ۱۰ کیلومتر گزارش کرده‌است. بزرگی برگزیدهٔ این سازمان از میان بزرگیهای محاسبه‌شدهٔ مختلف ۶٫۶ در مقیاس Mw بوده و از دید اثر، در میان چهار دسته‌بندی «نامحسوس»، «محسوس»، «زیان‌آور» یا «با تلفات»، زلزله را «با تلفات» اعلام کرده‌است.در زمین‌لرزه ۱۸ دهکده در منطقه داراب آسیب دیده‌است.
پروژهٔ «تنسور گشتاور مرکزوار» زاویه‌های (راستا، شیب، ریک) گسل سازندهٔ زمین‌لرزه و صفحه عمود بر آنرا (°۲۷۴، °۳۷، °۱۰۷) یا (°۷۳، °۵۵، °۷۷) و نوع گسل را «معکوس» فرارسانده‌است.
شمار کشتگان زلزله حدود ۲۲ نفر بوده‌است.تعداد زخمیان ۱۰۰ نفر برآورده شده‌است.بی‌خانمان شدگان نیز ۲۱۰۰۰ نفر اعلام شده‌است.